# Ryūtarō Hirota
Ryūtarō Hirota (弘田 龍太郎, Hirota Ryūtarō, 30 juin 1892 – 17 novembre 1952) est un compositeur japonais, originaire d'Aki, dans la préfecture de Kōchi. Il est l'auteur de la mélodie Kutsu ga naru (1919) inscrite dans la liste Nihon no Uta Hyakusen des cent plus belles chansons choisies par sondage parmi les Japonais en 2006.

## Œuvres, éditions, enregistrements
- Komoro-naru kojo no hotori (小諸なる古城のほとり In the old castle in Komoro) Enregistrement Kazumichi Ohno (ténor), Kyosuke Kobayashi (piano)